# Мурсия (автономна област)
 Тази статия е за административната единица.  За града вижте Мурсия.  
Мурсия (на испански: Comunidad Autónoma de la Región de Murcia) е автономна област в Югоизточна Испания. Граничи със Средиземно море на юг и с автономните области Андалусия на югозапад, Кастилия-Ла Манча на северозапад и Валенсия на североизток. Областта включва само една провинция, поради което областната и провинциалната администрация са обединени. Столица е град Мурсия, където се намират повечето областни институции, с изключение на парламента, който заседава в Картахена.